# Magno (usurpatore)
Magno (latino: Magnus; ... – 235) è stato un usurpatore contro l'imperatore romano Massimino Trace.
Senatore di rango consolare, dopo la morte dell'imperatore Alessandro Severo condivise col resto del Senato romano il malumore per l'elezione di Massimino Trace. Assieme ad un gruppo di ufficiali e senatori, Magno cospirò per la deposizione di Massimino, progettando di far distruggere a dei soldati il ponte sul Reno attraverso cui sarebbe passato l'imperatore in occasione della sua campagna contro i Germani: Massimino sarebbe rimasto bloccato in territorio ostile, alla mercé dei nemici.
Il complotto fu però scoperto, e Magno, con i suoi compagni, fu giustiziato.